# Chris Klute
Pour les articles homonymes, voir Klute.
Chris Klute est un footballeur américain né le 5 mars 1990 à Grand Prairie dans le Texas. Il évolue au poste d'arrière gauche avec les Rapids du Colorado en MLS.

## Biographie
Klute évolue une saison en NCAA avec l'Université Furman et l'Université de Clayton State.
Retenu en sélection nationale U17, il rejoint la réserve des Silverbacks d'Atlanta en 2011. Alex Pineda Chacón, le coach par intérim, lui donne sa chance en équipe première en juin 2012. Le coach suivant Brian Haynes l'envoi en prêt aux Rapids du Colorado en MLS le 14 septembre 2012 puis pour toute la saison 2013.
En juillet 2013, les Rapids recrutent définitivement Klute.

## Palmarès
vierge

## Carrière en club
| Saison                | Club                  | Championnat           | Championnat | Championnat | Coupe(s) nationale(s) | Coupe(s) nationale(s) | Compétition(s) continentale(s) | Compétition(s) continentale(s) | Compétition(s) continentale(s) | Playoffs | Playoffs | Total | Total |
| Saison                | Club                  | Division              | M.          | B.          | M.                    | B.                    | Comp.                          | M.                             | B.                             | M.       | B.       | M.    | B.    |
| 2012                  | Colorado Rapids       | MLS                   | 1           | 0           | -                     | -                     | -                              | -                              | -                              | -        | -        | 1     | 0     |
| 2013                  | Colorado Rapids       | MLS                   | 31          | 0           | -                     | -                     | -                              | -                              | -                              | 1        | 0        | 32    | 0     |
| Total sur la carrière | Total sur la carrière | Total sur la carrière | 32          | 0           | -                     | -                     | -                              | -                              | -                              | 1        | 0        | 33    | 0     |